# Velo Veronese

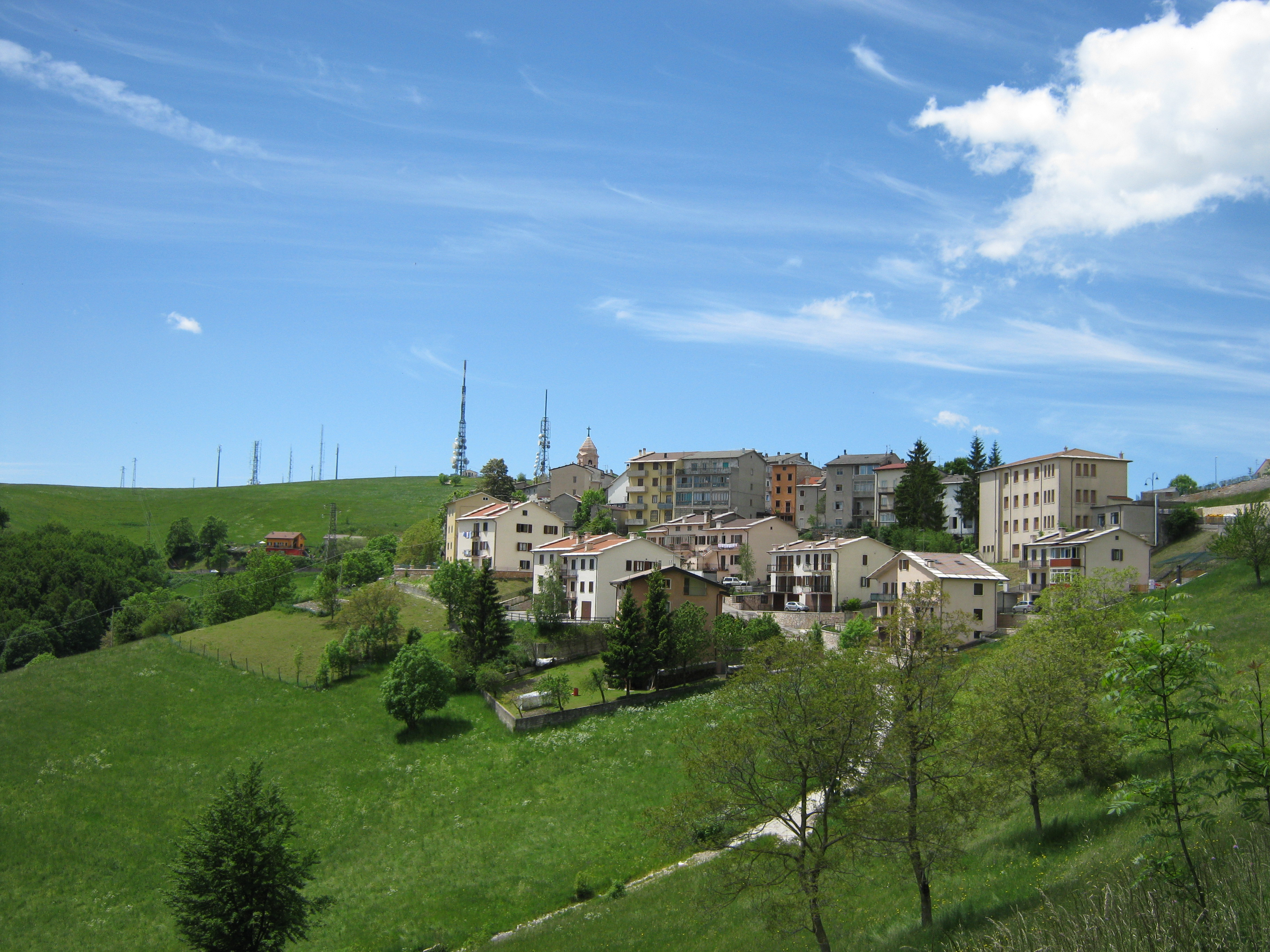
Velo Veronese

Velo Veronese (im zimbrischen Dialekt: Velije; deutsch veraltet Feld) ist eine nordostitalienische Gemeinde (comune) mit 778 Einwohnern (Stand 31. Dezember 2023) in der Provinz Verona in Venetien. Die Gemeinde liegt etwa 20 Kilometer nordnordöstlich von Verona am Parco naturale regionale della Lessinia und gehört zur Comunità montana della Lessinia. Die Gemeinde gehört zu den dreizehn Gemeinden – der zimbrischen Sprachinsel.